# Simpsonichthys similis
Simpsonichthys similis är en fiskart som beskrevs av Costa och Hellner, 1999. Simpsonichthys similis ingår i släktet Simpsonichthys och familjen Rivulidae. Inga underarter finns listade i Catalogue of Life.